# 崔大偉
崔大偉（David Zweig，?—）教授是一位加拿大的漢學家，現時是香港科技大學社會科學部講座教授兼中國跨國關係研究中心主任。
在加拿大成長及受教育的崔大偉教授，1983年於美國密芝根大學取得政治學博士學位。他在1974至1976年曾經到北京當交換生，又在1980及1990年代初期到南京大學當訪問學人。因此，崔大偉能夠書寫閱讀中文之餘，還講得一口極為流利的普通話。2005年11月30日，崔大偉教授於科大成立中國跨國關係研究中心。他的研究興趣包括：中國政治和政治經濟學、中國農村的發展、中美關係、國際政治經濟學、中國學者和東亞國際關係。
2012年，他獲邀成為亞洲電視的清談節目《把酒當歌》的嘉賓，與主持人對談美中關係，節目於2012年2月16日播放。